# آنتیوخوس هفتم

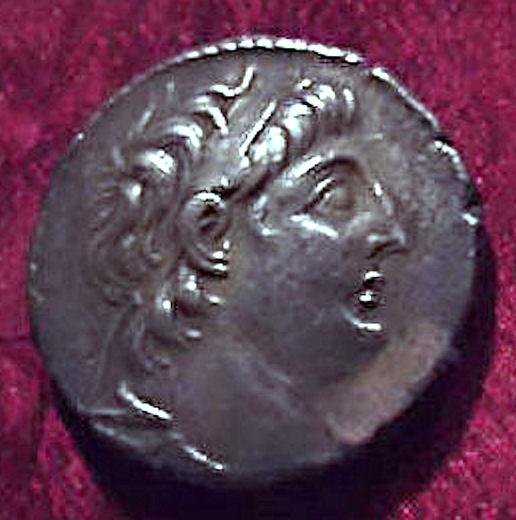
سکه آنتیوخوس هفتم-موزه بریتانیا

آنتیوخوس هفتم اورگتس (به یونانی: Αντίοχος Ζ' Σιδήτης) پادشاه سلوکی میان سال‌های ۱۳۸-۱۳۹ (پیش از میلاد) بود. او را سیدِتِس به معنای صیدایی نیز می‌خوانند. لقب دیگر او او اورگتس نیز در یونانی به معنای نیکوکار است. او را واپسین شاه سلوکی که به معنای راستین شاه بود می‌دانند.
او برادر دیمتریوس دوم بود که پس از به بند افتادن او به دست اشکانیان بر تخت نشست و همچنین با کلئوپاترا تئا همسر دیمتریوس پیمان زناشویی بست. فرزند این دو آنتیوخوس نهم هم نابرادری و هم پسرعموی سلوکوس پنجم و آنتیوخوس هشتم بود.
در ۱۳۴ آنتیوخوس هفتم تروفون را شکست داد و به محاصرهٔ اورشلیم پایان داد. برپایه شرح حشمونیان، شاه یوحنا هورکانوس آرامگاه داوود را گشود و سه هزار تالان را از اندوخته‌های آن به آنتیوخوس داد تا از شهر چشم بپوشد. وی سپس با پوشش یهود به جنگ با اشکانیان پرداخت و بر میانرودان، بابل و ماد دست‌یافت، ولی سرانجام در تلهٔ فرهاد دوم گرفتار آمد و کشته‌شد. در این زمان برادرش دیمتریوس دوم که از بند رسته بود به پادشاهی بازگشت ولی اکنون پادشاهی سلوکی محدود به سوریه بود.
در سال ۱۲۹ پیش از میلاد فرهاد دوم، آنتیوخوس هفتم را شکست می‌دهد.
ا

## اختلافات بعدی قلمرو و شکست
آنتیوخوس سالهای آخر زندگی خود را صرف تلاش برای بازپس‌گیری مناطق از دست‌رفته شرقی کرد که توسط اشکانیان تحت فرماندهی «پادشاه بزرگ» خود، مهرداد یکم گرفته شده بود راهپیمایی به سمت شرق، با آنچه آخرین ارتش بزرگ سلطنتی سلوکی ثابت می‌شد (از جمله یکی از نیروهای یهود به فرماندهی جان هورکانوس)، بود.. او در دو جنگ مهرداد را شکست داد، کشتن پادشاه پیر اشکانی از دستاوردهای او بود. او قبل از اینکه ارتش خود را در مناطق زمستانی پراکنده کند، بین‌النهرین، بابل و سرزمین ماد را به امپراتوری سلوکی برگرداند.